# Phare de Murano
Le phare de Murano (en italien : Faro dell'Isola di Murano)) est un phare situé sur l'île de Murano dans la Lagune de Venise, (Ville métropolitaine de Venise en Italie), dans la région de Vénétie. Il est géré par la Marina Militare.

## Histoire
Le premier phare, construit en 1912, était une tour métallique à claire-voie sur pilotis, a été désactivé en 1934 quand il a été remplacé par le phare actuel qui est entièrement automatisé.

## Description
Le phare  est une tour cylindrique en pierre de 35 m de haut, avec double galerie et lanterne. La tour est peinte en blanc avec deux bandes horizontales noires sur le côté est pour le rendre plus visible le jour et la lanterne est gris métallique.
Le feu directionnel est positionné à 35 mètres au-dessus du niveau de la mer et émet un éclair blanc par période de 6 secondes, visible jusqu'à une distance de 20 milles marins (environ 37 km).
Le feu arrière est positionné à 37 mètres au-dessus du niveau de la mer et émet un éclair blanc par période de 6 secondes, visible jusqu'à une distance de17 milles marins (environ 31 km).
Identifiant : ARLHS : ITA-088 ; EF-4177.1 et EF-4177.2 - Admiralty : E25486.1 - NGA : 11528 .

## Caractéristiques dufeu maritime
Fréquence : 6s (W)
- Lumière : 2 secondes
- Obscurité : 4 secondes

|                  |
| Lagune de Venise |

|                 |
| Le phare (2011) |

### Lien connexe
- Liste des phares de l'Italie